# Villa Juárez

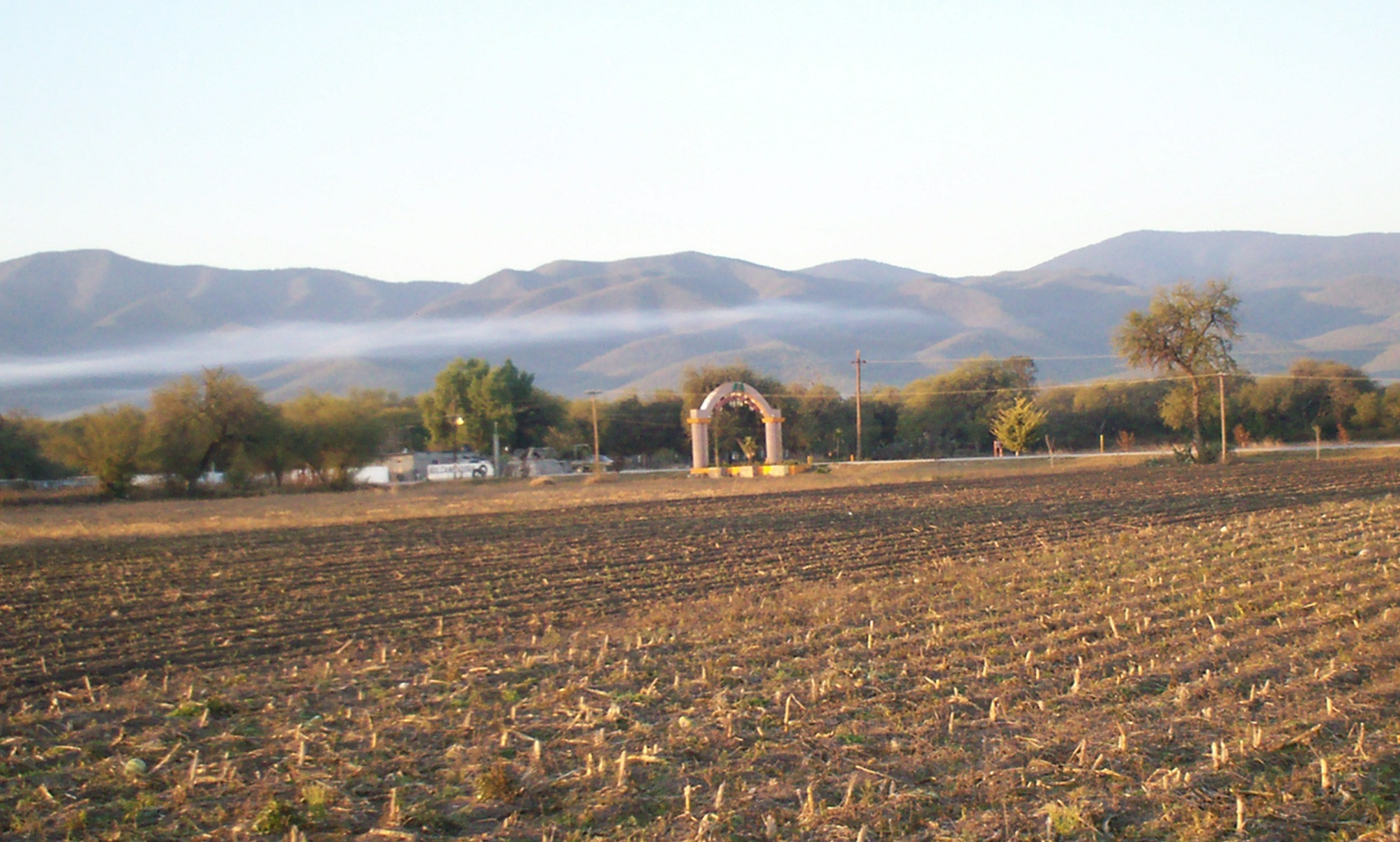
Entrada a Villa Juárez

Villa Juárez é um município do estado de San Luis Potosí, no México. Foi fundada em 1643 como Santa Gertrudis de Carbonera. Em 1928, o nome foi mudado para Villa Juárez para homenagear Benito Juárez, um dos presidentes mais admirados do México.

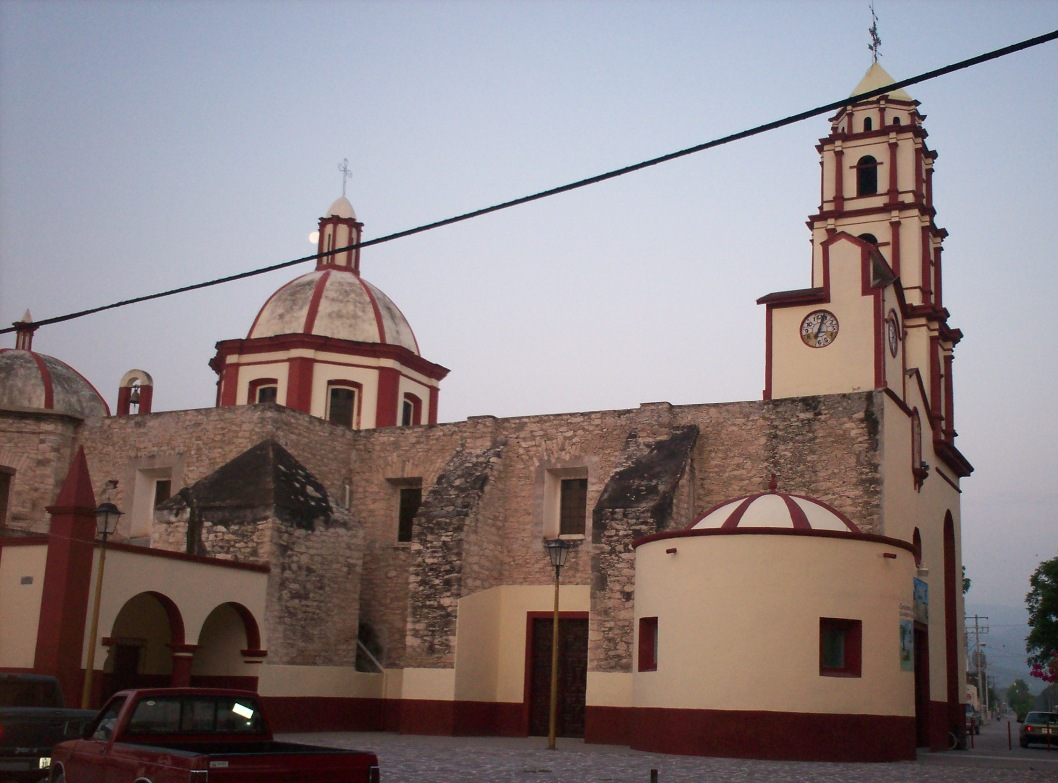
Igreja de Santa Gertrudes